# کوتوویتسکو
کوتوویتسکو (به لهستانی:  Kotowiecko) یک روستا در لهستان است که در گمینا نووه سکالمیژتسه واقع شده‌است.
 کوتوویتسکو  ۷۰۰ نفر جمعیت دارد.